# محوطه گره برده
محوطه گره برده در شهرستان بانه، بخش ننور، دهستان ننور، روستای قول استیر واقع شده و این اثر در تاریخ ۱۵ دی ۱۳۸۷ با شمارهٔ ثبت ۲۴۲۴۳ به‌عنوان یکی از آثار ملی ایران به ثبت رسیده است.